# Santa Maria Ausiliatrice (församling)
Santa Maria Ausiliatrice är en församling i Roms stift, belägen i quartiere Tuscolano i sydöstra Rom och helgad åt Jungfru Maria och särskilt åt hennes roll som De kristnas hjälp. Församlingen upprättades den 25 mars 1932 av påve Pius XI genom den apostoliska konstitutionen Inter pastoralis. 

Församlingen förestås av Don Boscos salesianer.
Till församlingen Santa Maria Ausiliatrice hör följande kyrkobyggnader och kapell:
- Santa Maria Ausiliatrice, Piazza Santa Maria Ausiliatrice 54
- Cappella Casa Santa Maria Domenica Mazzarello, Piazza Santa Maria Ausiliatrice 60

## Institutioner inom församlingen
- Istituto Pio XI
- Santa Maria Goretti
- Santa Maria Mazzarello
- Casa «Santa Maria D. Mazzarello» (Figlie di Maria Ausiliatrice, Salesiane di Don Bosco (F.M.A.))
- Casa di formazione per Suore studenti (Suore Francescane Ancelle di Maria (F.A.M.))
- Casa Generalizia (Religiose dei Sacri Cuori di Gesù e Maria – Castellammare (SS.CC.))
- Comunità Artemide Zatti (Suore degli Abbandonati)
- Istituto Salesiano «Pio XI» (Società Salesiana di San Giovanni Bosco (Salesiani) (S.D.B.))